# Luis González de Ubieta
Luis González de Ubieta y González del Campillo (Bilbao, 18 de novembre de 1899 - Bocas de Ceniza (Colòmbia), 30 de desembre de 1950) fou un estacat militar espanyol, condecorat en diverses ocasions i que durant la Guerra Civil espanyola va prestar els seus serveis en el bàndol republicà.

## Biografia
Va néixer en Bilbao el 18 de novembre de 1899 en el si d'una extensa i acomodada família de Gordexola. Fill de Juan Daniel González de Ubieta y Ubieta, enginyer de forests, i Matilde González del Campillo. El seu germà Álvaro González de Ubieta y González del Campillo va ser enginyer artiller superior també al servei de la marina. La cinquena germana, Carmen González de Ubieta y González del Campillo és bestia de Joaquín Almunia Amann, vicepresident del parlament europeu i comissari de competència des de 2010.

### Carrera militar
Va ingressar a l'Escola Naval el 1917, en la 56a promoció, a l'edat de 18 anys. El 1922 és ascendit a alferes de fragata. Durant la campanya del Marroc de 1924-1925 va ser comandant segon del guardacostes Uad-Martín. Gràcies als serveis prestats i al valor demostrat va rebre la Creu de primera classe de la Real i Militar orde de María Cristina.
El 1931 va signar, al costat de Ramón Franco Bahamonde i Ricardo Burguete Reparaz (tots dos militars de carrera i condecorats com ell), un manifest crític amb el Govern Provisional de Niceto Alcalá-Zamora al que acusaven de no haver complert amb els compromisos contrets amb el poble i estar en mans dels monàrquics, mostrant de forma primerenca la seva afiliació al moviment republicà, en el qual militarà fins al final dels seus dies.
Com a anècdota biogràfica resulta interessant destacar que l'amistat entre Luís González de Ubieta, Ricardo i el seu germà Manuel Burguete Reparaz, comandant de l'exèrcit de l'aire, era tan estreta que quan aquest últim va ser afusellat a Màlaga, a l'inici de la Guerra Civil, un cosí carnal de Luis, Adolfo González de Ubieta y Abascal, va contreure matrimoni amb la vídua de Manuel, Rosa Herrero Díaz, dama del reial, il·lustre, primitiu i noble capítol de la Mercè.

### Guerra Civil
A l'inici de la Guerra Civil al juliol de 1936 era capità de corbeta, i manava el Ártabro, un vaixell de recerca oceanogràfica fondejat en Cartagena (Múrcia). El 19 de juliol es fa càrrec a Cartagena del Destructor José Luis Díez (JD), partint amb ell amb rumb a Alacant i contribueix a sufocar la revolta en aquesta ciutat. En el mes de setembre està ja al capdavant del creuer Miguel de Cervantes, amb el qual participa en l'expedició al Mar Cantàbric (setembre i octubre de 1936).
Al juny de 1937 és nomenat Cap de l'Estat Major de la Marina i, mesos més tard, el 27 d'octubre és nomenat Cap de la Flota. Sota el seu comandament, la Marina republicana se centra en la protecció del tràfic marítim amb rumb als ports republicans i en l'entrenament de les dotacions dels seus vaixells. També sota el seu comandament va tenir lloc la Batalla del Cap de Palos, el 6 de març de 1938, on la Flota republicana, en un combat nocturn, va aconseguir enfonsar amb torpedes al creuer Baleares. Per aquesta victòria, li fou concedida la Placa Laureada de Madrid.
El 8 de enero de 1939 deixa la prefectura de la Flota, i passà a comandar la Base Naval de Maó i totes les forces de l'illa de Menorca. El 8 de febrer de 1939, davant la imminent derrota i sota fortes pressions dins dels republicans de l'illa, va rendir Menorca als rebels.

### La rendició de Menorca
El 7 de febrer de 1939 el creuer britànic Devonshire va fondejar en la badia de Maó amb ordre de no intervenir en la contesa. El comandant d'aquest buc, Muirhed-Gould, portava a bord a un alt representant del bàndol nacional, Fernando Sartorius y Díaz de Mendoza (Conde de Sant Luis) que tenia com a missió aconseguir que González de Ubieta rendís l'illa per evitar un vessament de sang innecessari. Les negociacions van ser tibants i el 8 de febrer es van revoltar tres batallons en Sant Cristòfol, Ciutadella i Ferrerías. Poc després es va organitzar des de Mallorca la invasió de l'illa mentre avions italians bombardejaven Maó. Davant aquest escenari González de Ubieta va reunir a tres dels seus col·laboradors - Redondo, Izquierdo i el cap d'E.M. de Marina - i els va comunicar que l'enviat franquista li havia ofert una rendició honrosa per evitar el vessament de sang. No obstant això, el pànic es va deslligar en la població civil que va tractar d'abordar el navili anglès. Davant aquesta situació, el comandant Muirhed-Gould va decidir llançar les escales i va aconseguir rescatar a 600 republicans, 150 dones i un nombre indeterminat de nens.

### Exili
Després de la rendició de Menorca va embarcar en el mateix Devonshire que el va portar a França. Es va instal·lar a París, com a gran part dels exiliats republicans, i va romandre aquí fins a la invasió alemanya, passant llavors a Mèxic i d'aquí a Veneçuela. Va morir al comandament d'un vaixell mercant de bandera panamenya, el Chiriqui, que no va voler abandonar en naufragar en la desembocadura del riu Magdalena el 30 de desembre de 1950.